# Doctor Vértigo
Doctor Vértigo (1989) és un còmic en blanc i negre de gènere underground amb guió i dibuixos de l'autor català Martí. Abans d'aparèixer publicat en format de butxaca per l'editorial La Cúpula, el còmic havia aparegut per entregues a la revista underground El Víbora.
L'obra fou guardonada amb el premi a la millor obra del Saló Internacional del Còmic de Barcelona de 1990.

## Argument
Una mestressa de casa té bloquejats els seus records d'infància i és víctima de profundes depressions. Aprofinant-se d'aquesta situació, el pèrfid psiquiatra Trauman li obre les portes del seu subconscient, fent-se així amb el control de la seva ment i del seu cos. A partir d'aquí tots els seus malsons es desborden, fins que arriba el Doctor Vértigo, suposadament benintencionat, que vol alliberar-la de les urpes del seu col·lega.
Per realitzar el còmic, l'autor es va haver de documentar realitzant diverses entrevistes a una psiquiatra.

## Palmarès
- 1990 - Premi a la millor obra del Saló del Còmic de Barcelona